# حسین‌آباد (سلطانیه)
حسین‌آباد، روستایی از توابع بخش مرکزی شهرستان سلطانیه در استان زنجان ایران است.

## جمعیت
این روستا در دهستان سنبل آباد قرار دارد و براساس سرشماری مرکز آمار ایران در سال ۱۳۹۵، جمعیت آن به این صورت است:
| تعداد خانوار | جمعیت کل | تعداد مردان | تعداد زنان |
| ------------ | -------- | ----------- | ---------- |
| ۱۸۳          | ۵۳۵      | ۲۷۳         | ۲۶۲        |